# Персийски писма
„Персийски писма“ (на френски: Lettres persanes) е епистоларен роман на Шарл дьо Монтескьо. Общо съдържа 161 писма. За пръв път творбата е публикувана през 1721 година в Амстердам. Авторът издава произведението анонимно, заради нарастващата по това време цензура. Историята на романа е върху основата на измислена кореспонденция между персийците Узбек и Рика с техните приятели, жени и евнуси, които са в Персия. Двамата персийци се отправят на дълго пътуване към Париж, Франция. Престоят им в чужбина продължава девет години. Днес творбата се счита за ключов текст на Просвещението.

## Персонажи
- Узбек – автор и получател на повечето от писмата в романа. Той е персиец, идващ от Исфахан. Напуска родината си Персия, за да пътешества из Европа, където се сблъсква с обичаи, които са чужди за него.
- Рика – вторият персиец в историята. Той е неженен, за разлика от Узбек, но е силно привързан към своето семейство.
- Ибен – приятел на Узбек и племенник на Рика.
- Реди – живее във Венеция и комуникира с Узбек и Рика по време на тяхното пътуване.
- Роксана – една от жените на Узбек. Той я смята за най-добродетелната от всички, но тя го предава.
- Зелис – съпругата, която най-често пише на Узбек.
- Заши – първата жена, която пише на Узбек.
- Зафис – жена на Узбек.
- Солим – първият евнух. Той живее, за да служи на жените от сарая. Неговата основна задача е да отговаря за тяхната „чистота“ и преданост към техния съпруг и покровител.
- Фатима – съпруга на Узбек.
- Рустан – приятел на Узбек. Чрез него в романа се изясняват причините за занимаването на Узбек от Исфахан.
- Мирза – приятел на Узбек. В тяхната кореспонденция се разгръща мита за троглодитите.
- Несир – приятел на Узбек, който живее в Исфахан.
- Фаран – един от подчинените на Узбек.
- Наргум – пратеник на Персия в Москва.
- Хосеин – дервиш.
- Моллата Мехемед-Али – пазител на трите гробници в Ком.
- Нарсит – подчинен на Узбек. Той смята, че неговият господар има верни жени и бдителни роби.
- *** – само един от героите в творбата няма име. Най-често му пише Рика.

## Сюжет
През 1711 г. Узбек напуска своя сарай в Исфахан, за да предприеме дълго пътуване до Франция, придружен от младия си приятел Рика. Той оставя зад себе си пет съпруги (Заши, Зефис, Фатима, Зелис и Роксана) на грижата на редица черни евнуси, единият от които е първият евнух. По време на пътуването и дългото си пребиваване в Париж (1712 – 1720) те коментират с писма, обменени с приятели или молли за многобройните аспекти на западното християнско общество. Особено внимание обръщат на френската политика и маврите. С течение на времето в сарая започват различни нарушения (Писмо 139 [147]), ситуацията там бързо се разпада. Узбек нарежда на главния евнух да се справи, но писмото му не пристига навреме. Бунт води до смъртта на съпругите му, включително и на любимата му Роксана, която се самоубива.
Хронологията се разпада, както следва:
- Писма 1-21 [1-23]: Пътуването от Исфахан до Франция, което трае почти 14 месеца (от 19 март 1711 до 4 май 1712 г.).
- Писма 22 [24] -89 [92]: Париж при царуването на Луи XIV, общо 3 години (от май 1712 до септември 1715 г.).
- Писма 90 [93] -137 [143] или [Допълнително писмо 8 = 145]: Управление на Филип Орлеански, обхващащо пет години (от септември 1715 до ноември 1720).
- Писма 138 [146] – 150 [161]: Разпадане на сарая в Исфахан, приблизително 3 години (1717-1720 г.).

Първото издание на романа се състои от 150 писма. Появява се през май 1721 г. под рубриката „Кьолн: Пиер Марту“ за амстердамския издател Жак Десбърдес, чийто бизнес по-късно се ръководи от съпругата му Сузане де Каукс. Така нареченото издание А е текстът, използван в последното критично издание на „Персийски писма“ при пълната работа на Монтескьо, публикувано от фондация „Волтер“ през 2004 г. Появява се второ издание (B) от същия издател по-късно през същата година. Любопитното в него е, че има три нови писма, но са пропуснати тринадесет от оригиналните. Всички следващи издания на автора (т.е., до 1755) произтичат от А или В. Изданието през 1758 г. е изготвено от сина на Монтескьо. Включени са осем нови писма и кратка част от автора, озаглавена „Някои разсъждения върху Персийски писма“. Последното издание е използвано, като пример за всички следващи. През 2004 г. издателите се връщат към оригинала на творбата, но включват и добавените писма, озаглавени като „допълнителни“.

## Епистоларен роман
Монтескьо никога не назовава „Персийски писма“ като роман. Първоначално за повечето от първите читатели, както и за автора, произведението не е смятано за роман и още по-малко за „епистоларен“, както често се класифицира сега, защото по това време не е познат жанр. Колекцията от „писма“ през 1721 г. предизвиква политически и периодични издания като „Исторически писма“ (1692-1728), „Любопитни писма“ (1703-1776), както и „Исторически галантни писма“ от (1707-1717), които са под формата на кореспонденция между две жени. В произведения като „Еврейски писма“ (1738) и „Китайски писма“ (1739) на Бой д'Аргенс, както и в романи на Ричардсън се наблюдава подражание към епистоларния роман на Монтескьо.
Епистоларната структура на романа „Персийски писма“ е гъвкава: има деветнадесет кореспонденти и около двадесет и двама различни адресата. Ибен, който работи повече като получател, отколкото като кореспондент, пише само две писма, но получава четиридесет и две. По същия начин означеният като *** получава осемнадесет писма, но не пише нито едно писмо.

## История на романа
От 1714 г. Монтескьо е назначен за съветник в Парламентарния съд в Бордо. През 1716 г. е провъзгласен за президент на Сената. По това време се появява неговият роман – първото му литературно произведение, основаващо се на поредица от юридически анализи. Произведението е публикувано анонимно в протестантските страни с цел предотвратяване на цензура или цялостната забрана на творбата. Докато е бил жив, Монтескьо няма публикация на своя роман под собтвеното си име, а си служи с псевдоними.
Епистоларните романи имат дълга традиция във Франция. Обикновено се асоциират с емоции, настроения, лични истории или са написани под формата на пътеписи. Съществуват примери за сатирични творби като „Писма до провинциалиста“ на Блез Паскал (1656/1657), както и „Португалски писма“ от Габриел де Гилераг, първият епистоларен роман във Франция, който дълго време е бил смятан за автентична писмена кореспонденция или публикуваният във Франция през 1684 г. роман на Джовани Паоло Марана (1641 – 1693) „Шпионинът на великия Господ“ (1684), в който един турчин съобщава новини от Европа в писма до Константинопол. Новото в романа на Монтескьо „Персийски писма“ е разнообразието на мненията и многобройните философски, политически и културно-критични въпроси, които са засегнати в творбата.
Намерението на автора е да сподели с читателите нравите, обичаите, религиозните и политическите институции на родината си Франция, като критичен наблюдател отстрани и да сравни чуждите възгледи със собствените си мирогледи. Възгледите на Монтескьо, едновременно са и „обвивка“ на цялото, и съответстват на представите на първите генерации философи през Просвещението. Творбата разпространява идеите на културния релативизъм.
Появата на пътешественици от Персия или на жени, част от сарая, се обяснява с факта, че Ориентът е на мода след успеха на „Хиляда и една нощ“ (1704 – 1708) по това време. Освен това през 1715 г. в двора на Луи IV наистина пристига персийско посланичество, предвождано от Мохамед Реза бег, като в резултат е подписан договор за търговия и приятелство между Франция и Персия (на френски: Traité de commerce et d'amitié entre la France et la Perse)